# Ла Порт (Калифорнија)
Ла Порт (енгл. La Porte) насељено је место без административног статуса у америчкој савезној држави Калифорнија.

## Демографија
По попису из 2010. године број становника је 26, што је 17 (-39,5%) становника мање него 2000. године.
| Група             | 2000.      | 2010.      |
| Белци             | 41 (95,3%) | 24 (92,3%) |
| Афроамериканци    | 0 (0,0%)   | 1 (3,8%)   |
| Азијати           | 0 (0,0%)   | 0 (0,0%)   |
| Хиспаноамериканци | 0 (0,0%)   | 0 (0,0%)   |
| Укупно            | 43         | 26         |